# Fußball-Europameisterschaft der Frauen

Der Pokal der UEFA-Fußball-Europameisterschaft der Frauen, wie er seit 2005 vergeben wird.

Die UEFA-Fußball-Europameisterschaft der Frauen (kurz auch nur Frauen-EM; englisch UEFA Women’s EURO) ist der erstmals im Jahr 1984 durchgeführte Wettbewerb für Fußballnationalmannschaften der Frauen der nationalen Fußballverbände, die dem europäischen Fußballverband UEFA angehören. Seit der zweiten Europameisterschaft 1987 findet – bis auf 1995 – ein Endrundenturnier statt, das bis 1997 alle zwei Jahre ausgetragen wurde, seitdem nur noch alle vier Jahre, jeweils ein Jahr nach dem Turnier der Männer. 1995 wurde die Europameisterschaft ohne eine Endrunde ausgespielt.
Amtierender Europameister ist England. Die letzte Europameisterschaft fand in der Schweiz statt, wo sich das Team mit 3:1 i.E (1:1 n. V.) gegen Spanien durchsetzen konnte.

## Geschichte
| Jahr | UEFA-Fußball-Europameister der Frauen |
| ---- | ------------------------------------- |
| 1984 | Schweden                              |
| 1987 | Norwegen                              |
| 1989 | BR Deutschland                        |
| 1991 | Deutschland (2)                       |
| 1993 | Norwegen (2)                          |
| 1995 | Deutschland (3)                       |
| 1997 | Deutschland (4)                       |
| 2001 | Deutschland (5)                       |
| 2005 | Deutschland (6)                       |
| 2009 | Deutschland (7)                       |
| 2013 | Deutschland (8)                       |
| 2017 | Niederlande                           |
| 2022 | England                               |
| 2025 | England (2)                           |

Bereits 1969 und 1979 wurden in Italien inoffizielle Europameisterschaften ausgespielt. Beim ersten Mal setzten sich die Gastgeberinnen, beim zweiten Mal die Auswahl Dänemarks durch.
Im Jahr 1980 beschloss die UEFA die Einführung der Europäischen Meisterschaft für Frauenfußball. Der erste Wettbewerb wurde über zwei Jahre zwischen 1982 und 1984 ausgespielt. Erste Europameisterinnen wurden die Schwedinnen, die sich im Finale gegen England durchsetzen konnten.
1987 fand erstmals eine Endrunde mit vier Mannschaften statt. Norwegen nutzte den Heimvorteil und besiegte den Titelverteidiger Schweden mit 2:1.
Zwei Jahre später qualifizierte sich die deutsche Elf zum ersten Mal für die Endrunde. In Osnabrück schlug der Gastgeber Norwegen mit 4:1.
Die nächste Europameisterschaft wurde unter dem heute offiziellen Titel UEFA-Europameisterschaft für Frauen ausgespielt. 1991 konnten die Deutschen als erste Mannschaft ihren Titel verteidigen. Dieses Mal benötigte man jedoch eine Verlängerung, um Norwegen mit 3:1 zu besiegen.
Die folgende EM 1993 in Italien war bis 2017 die letzte, bei der Deutschland nicht Europameister wurde. Norwegen besiegte Italien mit 1:0 und gewann damit seinen zweiten Titel.
Zwei Jahre später wurde wegen der im Sommer des gleichen Jahres stattfindenden Weltmeisterschaft auf eine Endrunde verzichtet. Deutschland besiegte Schweden im Finale in Kaiserslautern mit 3:2.
Zur EM 1997, die in Norwegen und Schweden ausgetragen wurde, wurde das Teilnehmerfeld der Endrunde von vier auf acht Mannschaften erweitert. Gleichzeitig war die EM nicht mehr die europäische Qualifikation für die Weltmeisterschaft. Die deutsche Dominanz setzte sich fort. Im Finale gewann man gegen Italien mit 2:0. Enttäuschend war die Kulisse. Nur 2221 Zuschauer sahen das Endspiel – bis heute ein Negativrekord.
2001 und damit nun im Vierjahresrhythmus fand die EM zum zweiten Mal in Deutschland statt. Erstmals wurde mit der Golden-Goal-Regel gespielt. Durch ein solches goldenes Tor durch Claudia Müller gewann die deutsche Elf das Endspiel in Ulm gegen Schweden mit 1:0.
2005 fand die EM in England statt. Die deutsche Mannschaft schlug im Finale Norwegen mit 3:1 und gewann die vierte Europameisterschaft in Folge und die sechste insgesamt.
Die zehnte Europameisterschaft fand im Jahre 2009 in Finnland statt. Das Teilnehmerfeld der Endrunde wurde von acht auf zwölf Mannschaften erweitert. Deutschland schlug im torreichsten Finale der bisherigen Turniergeschichte England mit 6:2.
Bei der Europameisterschaft 2013 in Schweden, der elften Auflage des Turniers, konnte Deutschland den Titel mit einem 1:0 gegen Norwegen verteidigen, obwohl Deutschland in der Gruppenphase gegen Norwegen noch mit 0:1 verloren hatte (die erste EM-Niederlage eines DFB-Frauen-Teams seit 20 Jahren).
An der Endrunde der zwölften Europameisterschaft im Jahre 2017 in den Niederlanden nahmen zum ersten Mal sechzehn Mannschaften (darunter fünf EM-Debütanten) teil. Bei der Auslosung wurden vier Vierergruppen gebildet. Die Ersten und Zweiten jeder Gruppe stiegen in die Knockout-Phase des Turniers auf. Titelverteidiger Deutschland schied bereits im Viertelfinale gegen den späteren Finalisten Dänemark aus. Gastgeber Niederlande erreichte erstmals das Endspiel einer Europameisterschaft der Frauen und erlangte mit einem 4:2 gegen Dänemark den Titel.
Bei der Europameisterschaft im Jahre 2022 gewann England mit 2:1 nach Verlängerung gegen Deutschland und wurde damit erstmals Europameister.
Mit der vierzehnten Auflage der EM in 2025 findet das Turnier erstmals in der Schweiz statt.

## Modus

### Qualifikation
Um an der Fußball-Europameisterschaft der Frauen teilnehmen zu dürfen, müssen die Nationalmannschaften eine Qualifikation überstehen. Der Modus wurde dabei mehrmals geändert.

Das Gastgeberland ist erst seit 2005 automatisch für die Endrunde qualifiziert. Zuvor wurde der Gastgeber erst bestimmt, nachdem die Endrundenteilnehmer feststanden.

Für die Europameisterschaft 2013 wurde die Qualifikation in drei Stufen durchgeführt. Zunächst spielten die acht schwächsten Mannschaften in zwei Miniturnieren eine Vorqualifikation. Die Gruppensieger bildeten dann mit den restlichen Mannschaften drei Gruppen zu je sechs und vier Gruppen zu je fünf Mannschaften. Innerhalb der Gruppen spielte jede Mannschaft einmal zu Hause und einmal auf des Gegners Platz gegen jede andere Mannschaft der Gruppe. Die Gruppensieger und der beste Gruppenzweite qualifizierten sich direkt für die Europameisterschaft. Die sechs übrigen Gruppenzweiten ermittelten in Hin- und Rückspiel die restlichen drei Teilnehmer. Die Partien wurden ausgelost.

Seit der Qualifikation für die EM 2017 bestreiten nur die beiden schlechtesten Gruppenzweiten noch die zweite Qualifikationsrunde. Die acht Gruppensieger und die sechs besten Gruppenzweiten der zweiten Qualifikationsrunde sind direkt für die Endrunde qualifiziert.

Ab der Qualifikation für die EM 2025 erfolgt die Qualifikation im Ligensystem analog der UEFA Women’s Nations League, wobei die Gruppenersten und -zweiten der Liga A direkt für die Endrunde qualifiziert sind. Die Gruppendritten und -vierten der Liga A spielen in der ersten Play-off-Runde gegen die fünf Gruppensieger und die drei bestplatzierten Gruppenzweiten der Liga C, die vier Gruppensieger und die zwei bestplatzierten Gruppenzweiten der Liga B spielen gegen die übrigen zwei Zweitplatzierten und die vier Drittplatzierten der Liga B. Die vierzehn Sieger dieser ersten Runde spielen in der zweiten Runde um die letzten sieben EM-Tickets.

### Endrunde
2009 und 2013 bestritten jeweils zwölf Mannschaften ein Turnier um den Titel des Europameisters. Seit 2017 sind es 16 Mannschaften.

In der ersten Turnierphase (Gruppenphase) waren die Mannschaften bis 2013 nach dem Zufallsprinzip in drei Gruppen mit jeweils vier Mannschaften unterteilt, wobei einige Mannschaften nach gewissen Kriterien (Gastgeber, Europameister, FIFA-Rangliste) gesetzt und die anderen Mannschaften aus nach Spielstärke orientierten Lostöpfen gezogen wurden. Ab 2017 wird in vier Gruppen mit jeweils vier Mannschaften gespielt.
Jede Mannschaft spielt in der Vorrunde je einmal gegen jede andere Mannschaft der eigenen Gruppe. Ein Sieg wird mit drei Punkten, ein Unentschieden mit einem Punkt belohnt. Die Gruppenersten und -zweiten erreichen sicher das Viertelfinale. Dazu kamen 2009 und 2013 die zwei punktbesten Gruppendritten. Sollten zwei oder mehrere Mannschaften punktgleich sein, gibt es mehrere Kriterien, die eine Entscheidung herbeiführen. Zunächst zählt der direkte Vergleich. Ergibt sich hierdurch keine Unterscheidung, wird zunächst die Tordifferenz und anschließend die Anzahl der erzielten Tore aus allen Gruppenspielen herangezogen.
Ab dem Viertelfinale geht es im K.-o.-System weiter. Steht es nach den regulären 90 Minuten unentschieden, geht das Spiel in die Verlängerung. Bei der EM 2001 wurde die Verlängerung nach der Golden-Goal-Regel gespielt, d. h. die Mannschaft, die in der Verlängerung das erste Tor schießt, gewinnt das Spiel. Durch ein solches Golden Goal von Claudia Müller wurde die deutsche Mannschaft 2001 Europameister. Diese Regel wurde jedoch wieder abgeschafft, so dass seit 2005 wieder eine komplette Verlängerung gespielt wird. Sollte nach der Verlängerung immer noch kein Sieger feststehen, so wird das Spiel im Elfmeterschießen entschieden.
Bis 2013 konnten zwei Mannschaften aus der gleichen Vorrundengruppe frühestens im Halbfinale erneut aufeinandertreffen, seit der EM 2017 ist dies frühestens wieder im Finale möglich. Ein Spiel um den dritten Platz wird seit 1995 nicht mehr durchgeführt. Die Gewinner der Halbfinals spielen im Finale um den Europameistertitel. Der Europameister bekommt einen Pokal und trägt den Titel bis zur nächsten Europameisterschaft.

## Erstmalige Teilnehmer
Bei den elf bislang ausgetragenen Fußballeuropameisterschaftsendrunden gab es insgesamt neunzehn unterschiedliche Teilnehmer. Zwei Endrunden, 1984 und 1995, wurden im reinen K.-o.-System mit Hin- und Rückspiel ausgetragen. Die nachfolgende Übersicht zeigt, bei welcher Endrunde welches Land erstmals teilnahm.
- Mannschaften in Klammern nahmen unter einem anderen Namen zum ersten Mal teil.

| Jahr | Erstteilnehmer               | Erstteilnehmer               | Erstteilnehmer               | Erstteilnehmer               | Erstteilnehmer               |
| ---- | ---------------------------- | ---------------------------- | ---------------------------- | ---------------------------- | ---------------------------- |
| 1984 | Dänemark                     | England                      | Italien                      | Schweden                     |                              |
| 1987 | Norwegen                     |                              |                              |                              |                              |
| 1989 | BR Deutschland               |                              |                              |                              |                              |
| 1991 | ( Deutschland)               | ( Deutschland)               | ( Deutschland)               | ( Deutschland)               | ( Deutschland)               |
| 1993 | keine erstmaligen Teilnehmer | keine erstmaligen Teilnehmer | keine erstmaligen Teilnehmer | keine erstmaligen Teilnehmer | keine erstmaligen Teilnehmer |
| 1995 | Island                       | Russland                     |                              |                              |                              |
| 1997 | Frankreich                   | Spanien                      |                              |                              |                              |
| 2001 | keine erstmaligen Teilnehmer | keine erstmaligen Teilnehmer | keine erstmaligen Teilnehmer | keine erstmaligen Teilnehmer | keine erstmaligen Teilnehmer |
| 2005 | Finnland                     |                              |                              |                              |                              |
| 2009 | Niederlande                  | Ukraine                      |                              |                              |                              |
| 2013 | keine erstmaligen Teilnehmer | keine erstmaligen Teilnehmer | keine erstmaligen Teilnehmer | keine erstmaligen Teilnehmer | keine erstmaligen Teilnehmer |
| 2017 | Schweiz                      | Schottland                   | Österreich                   | Belgien                      | Portugal                     |
| 2022 | Nordirland                   |                              |                              |                              |                              |
| 2025 | Polen                        | Wales                        |                              |                              |                              |

## Die Turniere im Überblick
| Italien | Dänemark |

| England | Norwegen |

| Schweden | Spanien |

| Norwegen | Dänemark |

| Finnland | Schweden |

| Norwegen | Niederlande |

| Schweden | Dänemark |

| England | Österreich |

| Schweden | Frankreich |

| Italien | Deutschland |

Erklärung:
n. V. = nach Verlängerung (das Ergebnis nach den regulären 90 Minuten plus einer Verlängerung von zweimal 15 Minuten)
i. E. = im Elfmeterschießen (steht es nach der Verlängerung Unentschieden, geht es ins Elfmeterschießen; das hier angezeigte Ergebnis bezieht sich ausschließlich auf das Elfmeterschießen)
n. GG. = nach Golden Goal (Entscheidung des Spiels durch das erste Tor, das in der Verlängerung erzielt wird. International angewendet von 1993 bis 2004, jedoch von der UEFA von 2002 bis 2004 zum Silver Goal abgeändert.)

### Rangliste
| Rang                  | Land        | Titel | Jahr(e)                                        | 2. Platz |   | Finale | Halbfinale |
| --------------------- | ----------- | ----- | ---------------------------------------------- | -------- | - | ------ | ---------- |
| 1                     | Deutschland | 8     | 1989, 1991, 1995, 1997, 2001, 2005, 2009, 2013 | 1        | 9 | 11     |            |
| 2                     | Norwegen    | 2     | 1987, 1993                                     | 4        | 6 | 9      |            |
| 3                     | England     | 2     | 2022, 2025                                     | 2        | 4 | 7      |            |
| 4                     | Schweden    | 1     | 1984                                           | 3        | 4 | 9      |            |
| 5                     | Niederlande | 1     | 2017                                           | 0        | 1 | 2      |            |
| 6                     | Italien     |       |                                                | 2        | 2 | 7      |            |
| 7                     | Dänemark    |       |                                                | 1        | 1 | 6      |            |
| 8                     | Spanien     |       |                                                | 1        | 1 | 2      |            |
| 9                     | Finnland    |       |                                                |          |   | 1      |            |
|                       | Frankreich  |       |                                                |          |   | 1      |            |
|                       | Österreich  |       |                                                |          |   | 1      |            |
| Jeweilige Rekordmarke |             |       |                                                |          |   |        |            |

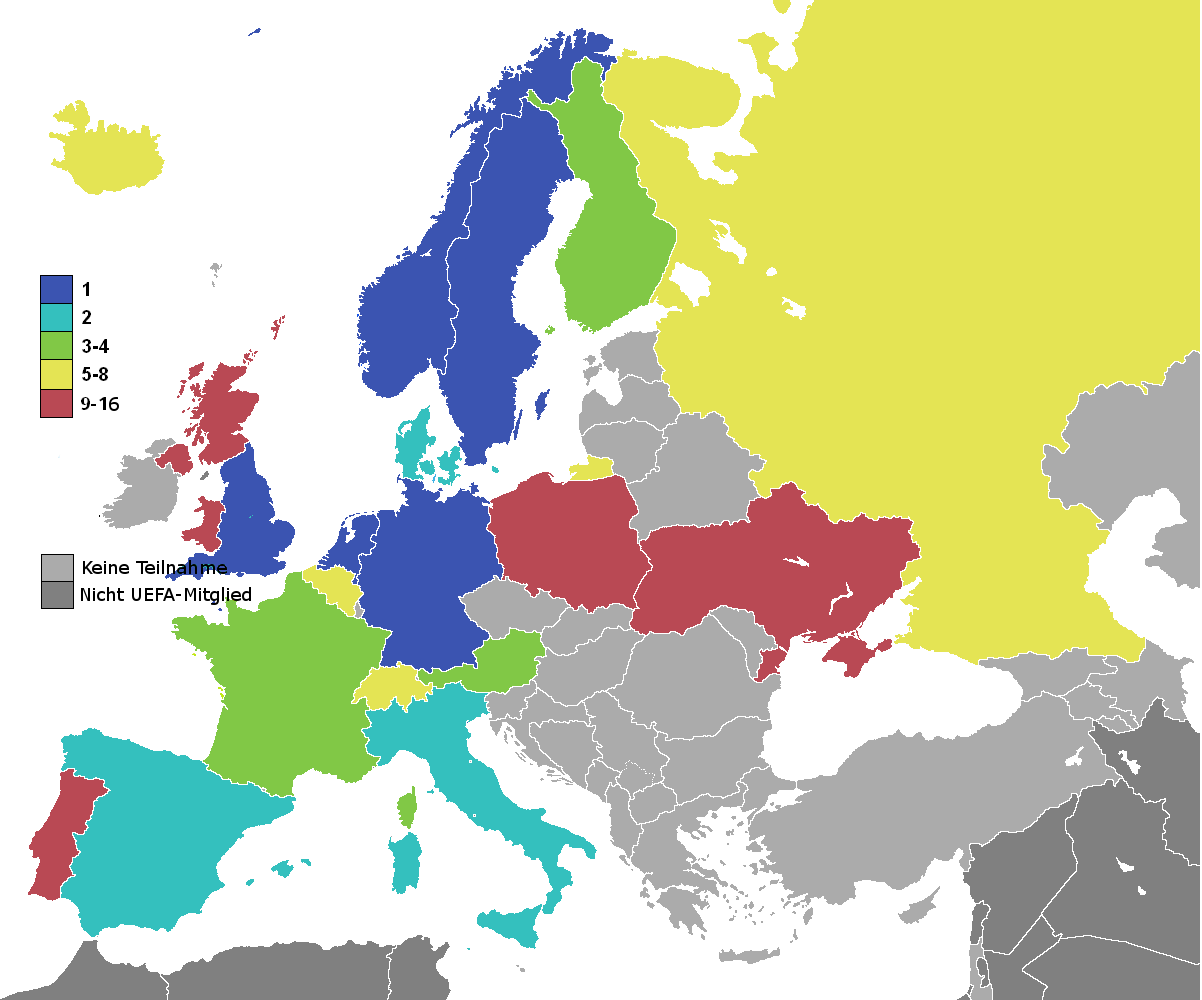
Bestes Abschneiden der Nationalmannschaften (Stand 2022)

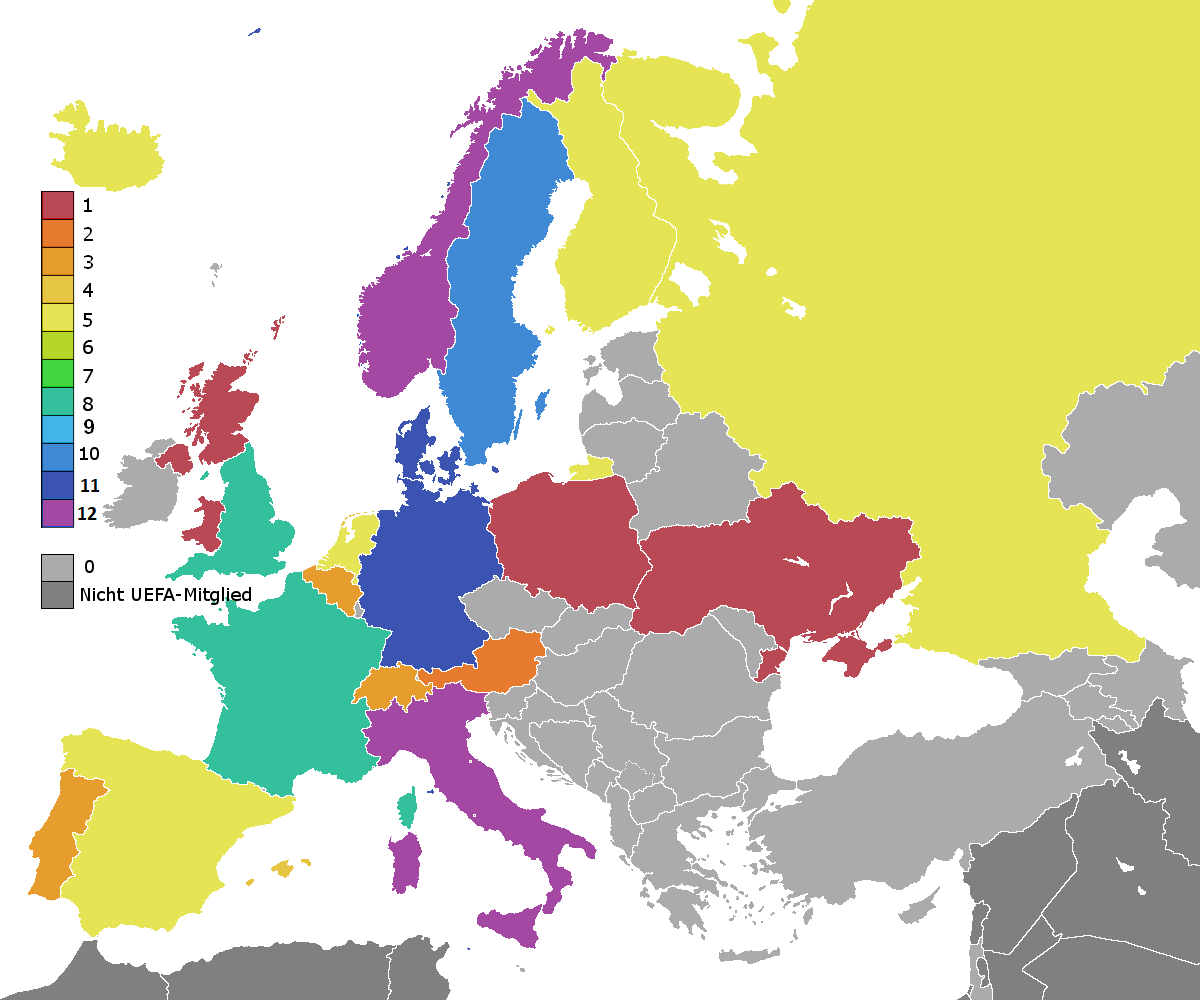
Übersichtskarte der häufigsten Teilnahmen (Stand 2022)

Stand: 27. Juli 2025 (nach der EM 2025)

## Ewige Endrunden-Tabelle
Diese Aufstellung fasst die Ergebnisse aller Europameisterschaften zusammen, bei denen eine Endrunde stattgefunden hat. Die Europameisterschaften 1984 und 1995 sind hier somit nicht berücksichtigt. Spiele, die im Elfmeterschießen entschieden wurden, werden als unentschieden mit dem Ergebnis nach Ende der Verlängerung gewertet.
| Rang                  | Land            | Teiln. | Spiele | Siege | Unents. | Niedl. | Tore  | Punkte | Ø-Pkt. |
| --------------------- | --------------- | ------ | ------ | ----- | ------- | ------ | ----- | ------ | ------ |
| 1                     | Deutschland     | 11     | 48     | 35    | 7       | 6      | 99:30 | 112    | 2,33   |
| 2                     | Schweden        | 10     | 39     | 21    | 7       | 11     | 67:38 | 70     | 1,79   |
| 3                     | Norwegen        | 12     | 41     | 18    | 7       | 16     | 55:58 | 61     | 1,49   |
| 4                     | England         | 8      | 34     | 17    | 5       | 12     | 72:52 | 56     | 1,65   |
| 5                     | Frankreich      | 8      | 30     | 14    | 9       | 7      | 51:39 | 51     | 1,70   |
| 6                     | Dänemark        | 10     | 34     | 10    | 8       | 16     | 35:49 | 38     | 1,12   |
| 7                     | Italien ▲ 1     | 12     | 38     | 10    | 8       | 20     | 41:65 | 38     | 1,00   |
| 8                     | Niederlande ▼ 1 | 5      | 21     | 11    | 3       | 7      | 32:24 | 36     | 1,71   |
| 9                     | Spanien         | 5      | 22     | 10    | 4       | 8      | 34:23 | 34     | 1,55   |
| 10                    | Finnland ▲1     | 5      | 17     | 4     | 4       | 9      | 15:30 | 16     | 0,94   |
| 11                    | Österreich ▼1   | 2      | 9      | 4     | 3       | 2      | 8:4   | 15     | 1,67   |
| 12                    | Belgien         | 3      | 10     | 3     | 1       | 6      | 10:15 | 10     | 1,00   |
| 13                    | Schweiz ▲ 2     | 3      | 10     | 2     | 3       | 5      | 11:16 | 9      | 0,90   |
| 14                    | Island ▼1       | 5      | 16     | 1     | 4       | 11     | 10:29 | 7      | 0,44   |
| 15                    | Russland ▼ 1    | 5      | 15     | 1     | 3       | 11     | 10:31 | 6      | 0,40   |
| 16                    | Portugal        | 3      | 9      | 1     | 2       | 6      | 9:23  | 5      | 0,56   |
| 17                    | Ukraine         | 1      | 3      | 1     | 0       | 2      | 2:4   | 3      | 1,00   |
| 18                    | Polen (neu)     | 1      | 3      | 1     | 0       | 2      | 3:7   | 3      | 1,00   |
| 19                    | Schottland ▼ 1  | 1      | 3      | 1     | 0       | 2      | 2:8   | 3      | 1,00   |
| 20                    | Nordirland ▼1   | 1      | 3      | 0     | 0       | 3      | 1:11  | 0      | 0,00   |
| 21                    | Wales (neu)     | 1      | 3      | 0     | 0       | 3      | 2:13  | 0      | 0,00   |
| jeweilige Rekordmarke |                 |        |        |       |         |        |       |        |        |

Stand: 27. Juli 2025 (nach dem Finale der EM 2025)

## Endrundenplatzierungen
| Belgien | •                                 | •                                 | •                                 | •                                 | •                                 | •  | (•) | (•) | •   | •  | •  | VR | VF | VR |
| Dänemark | HF                                | •                                 | ••                                | 3.                                | 3.                                | •• | VR  | HF  | VR  | VR | HF | 2. | VR | VR |
| Deutschland | •                                 | •                                 | 1.                                | 1.                                | 4.                                | 1. | 1.  | 1.  | 1.  | 1. | 1. | VF | 2. | HF |
| England | 2.                                | 4.                                | •                                 | ••                                | ••                                | HF | •   | VR  | VR  | 2. | VR | HF | 1. | 1. |
| Finnland | •                                 | •                                 | •                                 | •                                 | •                                 | •  | •   | •   | HF  | VF | VR | •  | VR | VR |
| Frankreich | •                                 | •                                 | ••                                | •                                 | •                                 | •  | VR  | VR  | VR  | VF | VF | VF | HF | VF |
| Island | •                                 |                                   |                                   |                                   | •                                 | •• | •   | •   | •   | VR | VF | VR | VR | VR |
| Italien | HF                                | 3.                                | 4.                                | 4.                                | 2.                                | •• | 2.  | VR  | VR  | VF | VF | VR | VR | HF |
| Niederlande | •                                 | •                                 | ••                                | ••                                | ••                                | •  | •   | •   | •   | HF | VR | 1. | VF | VR |
| Nordirland | •                                 | •                                 |                                   | •                                 |                                   |    |     |     |     | •  | •  | •  | VR | •  |
| Norwegen | •                                 | 1.                                | 2.                                | 2.                                | 1.                                | HF | VR  | HF  | 2.  | HF | 2. | VR | VR | VF |
| Österreich |                                   |                                   |                                   |                                   |                                   |    | (•) | (•) | (•) | •  | •  | HF | VF | •  |
| Polen |                                   |                                   |                                   | •                                 | •                                 | •  | (•) | (•) | •   | •  | •  | •  | •  | VR |
| Portugal | •                                 |                                   |                                   |                                   |                                   | •  | •   | •   | •   | •  | •  | VR | VR | VR |
| Russland | Zu dieser Zeit Teil der UdSSR     | Zu dieser Zeit Teil der UdSSR     | Zu dieser Zeit Teil der UdSSR     | Zu dieser Zeit Teil der UdSSR     | ••                                | •• | VR  | VR  | •   | VR | VR | VR | S  | A  |
| Schottland | •                                 | •                                 | z                                 |                                   | •                                 | •  | (•) | (•) | •   | •  | •  | VR | •  | •  |
| Schweden | 1.                                | 2.                                | 3.                                | ••                                | ••                                | 2. | HF  | 2.  | HF  | VF | HF | VF | HF | VF |
| Schweiz | •                                 | •                                 | •                                 | •                                 | •                                 | •  | (•) | •   | •   | •  | •  | VR | VR | VF |
| Spanien |                                   | •                                 | •                                 | •                                 | •                                 | •  | HF  | •   | •   | •  | VF | VF | VF | 2. |
| Ukraine | Zu dieser Zeit Teil der UdSSR/GUS | Zu dieser Zeit Teil der UdSSR/GUS | Zu dieser Zeit Teil der UdSSR/GUS | Zu dieser Zeit Teil der UdSSR/GUS | Zu dieser Zeit Teil der UdSSR/GUS | •  | •   | •   | •   | VR | •  | •  | •  | •  |
| Wales |                                   |                                   |                                   |                                   |                                   | •  | (•) | (•) | z   | •  | •  | •  | •  | VR |
| Teilnehmer | 4                                 | 4                                 | 4                                 | 4                                 | 4                                 | 4  | 8   | 8   | 8   | 12 | 12 | 16 | 16 | 16 |
| Farblegende: Europameister Vize-Europameister Dritter / Halbfinale Erklärung: - VR = Aus in der Vorrunde - VF = Aus im Viertelfinale - HF = Aus im Halbfinale (kein Spiel um Platz 3) - • = nicht qualifiziert, (•) = in der B-Kategorie an der Qualifikation teilgenommen ohne die Möglichkeit die Endrunde zu erreichen - •• = Im Viertelfinale der Qualifikation gescheitert - Q = qualifiziert - z = zurückgezogen - S = suspendiert nach erfolgreicher Qualifikation - A = ausgeschlossen Turnierausrichter, in kursiv gesetzten Jahren gab es keine Endrunde in einem Land, sondern im Halbfinale und Finale (nur 1984) Hin- und Rückspiele. |                                   |                                   |                                   |                                   |                                   |    |     |     |     |    |    |    |    |    |

## Torschützenköniginnen
Die nachfolgende Tabelle listet alle Torschützenköniginnen der EM-Endrunden auf.
| Jahr        | Spielerin                                           | Tore |
| ----------- | --------------------------------------------------- | ---- |
| 1984        | Pia Sundhage                                        | 4    |
| 1987        | Trude Stendal                                       | 3    |
| 1989        | Sissel Grude Ursula Lohn                            | 2    |
| 1991        | Heidi Mohr                                          | 4    |
| 1993        | Susan Mackensie                                     | 2    |
| 1995        | Lena Videkull                                       | 3    |
| 1997        | Carolina Morace Marianne Pettersen Angélique Roujas | 4    |
| 2001        | Claudia Müller Sandra Smisek                        | 3    |
| 2005        | Inka Grings                                         | 4    |
| 2009        | Inka Grings                                         | 6    |
| 2013        | Lotta Schelin                                       | 5    |
| 2017        | Jodie Taylor                                        | 5    |
| 2022        | Beth Mead (1) Alexandra Popp                        | 6    |
| 2025        | Esther González                                     | 4    |
| Rekordmarke |                                                     |      |

## Rekordspielerinnen

### Mehr als ein EM-Titel

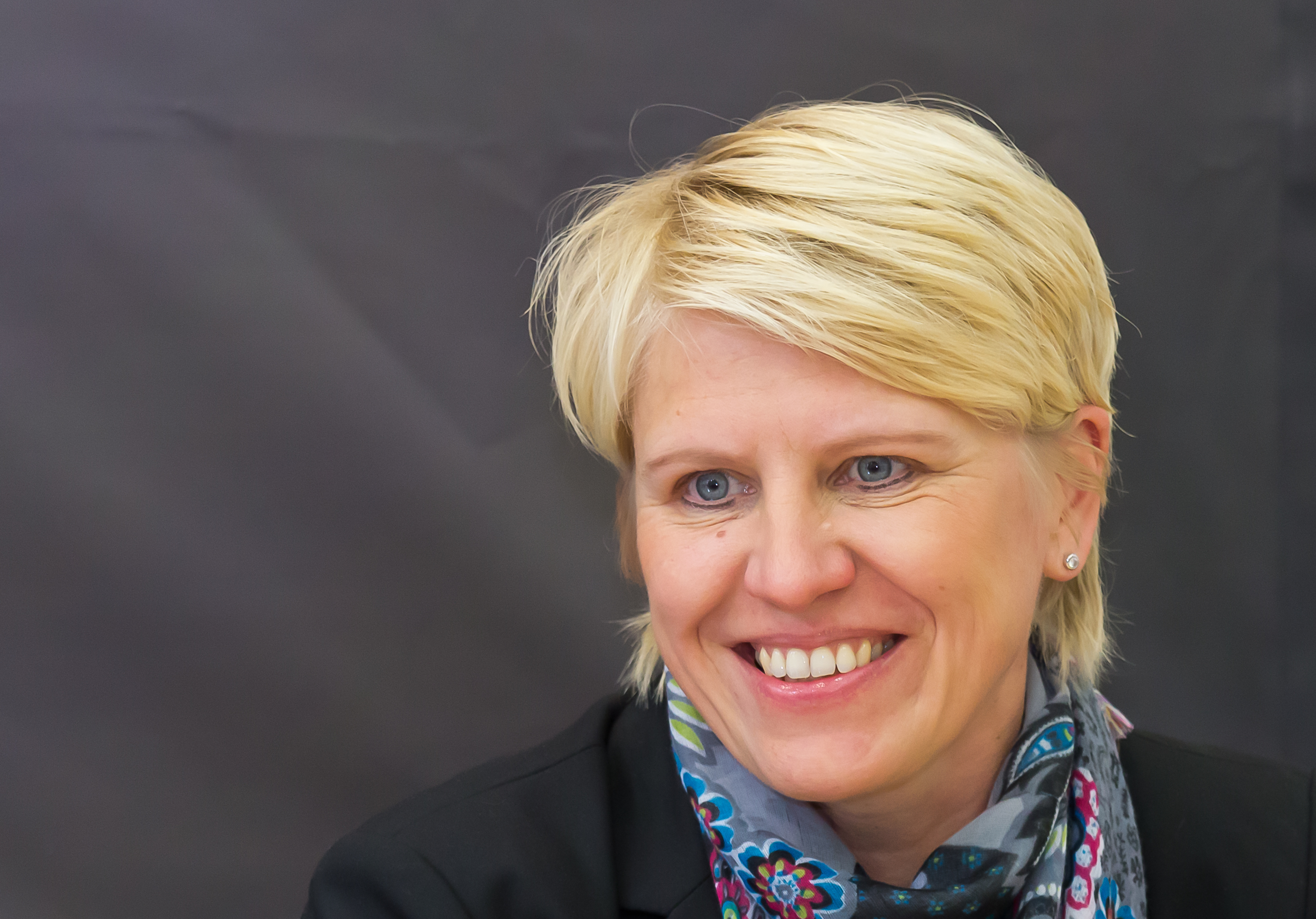
Doris Fitschen: Spielerin mit den meisten Endrundenteilnahmen

Aufgeführt sind Spielerinnen, die mehr als einen Titel gewannen.

Bei fett gedruckten Turnieren stand die Spielerin im Finale auf dem Platz.

Bei kursiv gedruckten Turnieren stand die Spielerin im Kader, kam aber nicht zum Einsatz.
| Anzahl | Spielerin                | Turniere                     |
| ------ | ------------------------ | ---------------------------- |
| 5      | Doris Fitschen           | 1989, 1991, 1995, 1997, 2001 |
| 5      | Birgit Prinz             | 1995, 1997, 2001, 2005, 2009 |
| 5      | Nadine Angerer           | 1997, 2001, 2005, 2009, 2013 |
| 4      | Martina Voss-Tecklenburg | 1989, 1991, 1995, 1997       |
| 4      | Bettina Wiegmann         | 1991, 1995, 1997, 2001       |
| 4      | Sandra Minnert           | 1995, 1997, 2001, 2005       |
| 4      | Ariane Hingst            | 1997, 2001, 2005, 2009       |
| 4      | Kerstin Stegemann        | 1997, 2001, 2005, 2009       |
| 3      | Heidi Mohr               | 1989, 1991, 1995             |
| 3      | Jutta Nardenbach         | 1989, 1991, 1995             |
| 3      | Silvia Neid              | 1989, 1991, 1995             |
| 3      | Maren Meinert            | 1995, 1997, 2001             |
| 3      | Silke Rottenberg         | 1997, 2001, 2005             |
| 3      | Sandra Smisek            | 1997, 2001, 2005             |
| 3      | Steffi Jones             | 1997, 2001, 2005             |
| 3      | Pia Wunderlich           | 1997, 2001, 2005             |
| 3      | Sonja Fuss               | 1997, 2005, 2009             |
| 3      | Anja Mittag              | 2005, 2009, 2013             |

| Anzahl | Spielerin              | Turniere   |
| ------ | ---------------------- | ---------- |
| 2      | Gunn Nyborg            | 1987, 1993 |
| 2      | Heidi Støre            | 1987, 1993 |
| 2      | Petra Damm             | 1989, 1991 |
| 2      | Marion Isbert          | 1989, 1991 |
| 2      | Frauke Kuhlmann        | 1989, 1991 |
| 2      | Sissy Raith            | 1989, 1991 |
| 2      | Claudia Müller         | 1997, 2001 |
| 2      | Linda Bresonik         | 2001, 2009 |
| 2      | Renate Lingor          | 2001, 2005 |
| 2      | Navina Omilade         | 2001, 2005 |
| 2      | Petra Wimbersky        | 2001, 2005 |
| 2      | Martina Müller         | 2001, 2009 |
| 2      | Kerstin Garefrekes     | 2005, 2009 |
| 2      | Inka Grings            | 2005, 2009 |
| 2      | Fatmire Bajramaj       | 2009, 2013 |
| 2      | Saskia Bartusiak       | 2009, 2013 |
| 2      | Melanie Behringer      | 2009, 2013 |
| 2      | Annike Krahn           | 2009, 2013 |
| 2      | Simone Laudehr         | 2009, 2013 |
| 2      | Célia Okoyino da Mbabi | 2009, 2013 |
| 2      | Bianca Schmidt         | 2009, 2013 |
| 2      | Lucy Bronze            | 2022, 2025 |
| 2      | Jessica Carter         | 2022, 2025 |
| 2      | Alex Greenwood         | 2022, 2025 |
| 2      | Lauren Hemp            | 2022, 2025 |
| 2      | Chloe Kelly            | 2022, 2025 |
| 2      | Beth Mead              | 2022, 2025 |
| 2      | Alessia Russo          | 2022, 2025 |
| 2      | Georgia Stanway        | 2022, 2025 |
| 2      | Ella Toone             | 2022, 2025 |
| 2      | Keira Walsh            | 2022, 2025 |
| 2      | Leah Williamson        | 2022, 2025 |
| 2      | Lotte Wubben-Moy       | 2022, 2025 |

### Die meisten EM-Endrunden-Teilnahmen
Die Finalrunden 1984 und 1995 (ab Halbfinale) mit Hin- und Rückspielen werden hier analog zur Lesart der UEFA als Endrunde gewertet.
| Rang | Spielerin           | Teiln. | Turniere                           |
| ---- | ------------------- | ------ | ---------------------------------- |
| 1    | Doris Fitschen      | 6      | 1989, 1991, 1993, 1995, 1997, 2001 |
| 2    | Federica D’Astolfo  | 5      | 1989, 1991, 1993, 1997, 2001       |
|      | Bettina Wiegmann    | 5      | 1991, 1993, 1995, 1997, 2001       |
|      | Birgit Prinz        | 5      | 1995, 1997, 2001, 2005, 2009       |
|      | Patrizia Panico     | 5      | 1997, 2001, 2005, 2009, 2013       |
|      | Katrine Pedersen    | 5      | 1997, 2001, 2005, 2009, 2013       |
|      | Sandrine Soubeyrand | 5      | 1997, 2001, 2005, 2009, 2013       |
|      | Nadine Angerer      | 5      | 1997, 2001, 2005, 2009, 2013       |
|      | Hedvig Lindahl      | 5      | 2005, 2009, 2013, 2017, 2022       |
|      | Caroline Seger      | 5      | 2005, 2009, 2013, 2017, 2022       |
|      | Maren Mjelde        | 5      | 2009, 2013, 2017, 2022, 2025       |
|      | Kosovare Asllani    | 5      | 2009, 2013, 2017, 2022, 2025       |
|      | Katrine Veje        | 5      | 2009, 2013, 2017, 2022, 2025       |
|      | Nadia Nadim         | 5      | 2009, 2013, 2017, 2022, 2025       |
|      | Sherida Spitse      | 5      | 2009, 2013, 2017, 2022, 2025       |

Anmerkung: Kursive Jahreszahl = ohne Einsatz.

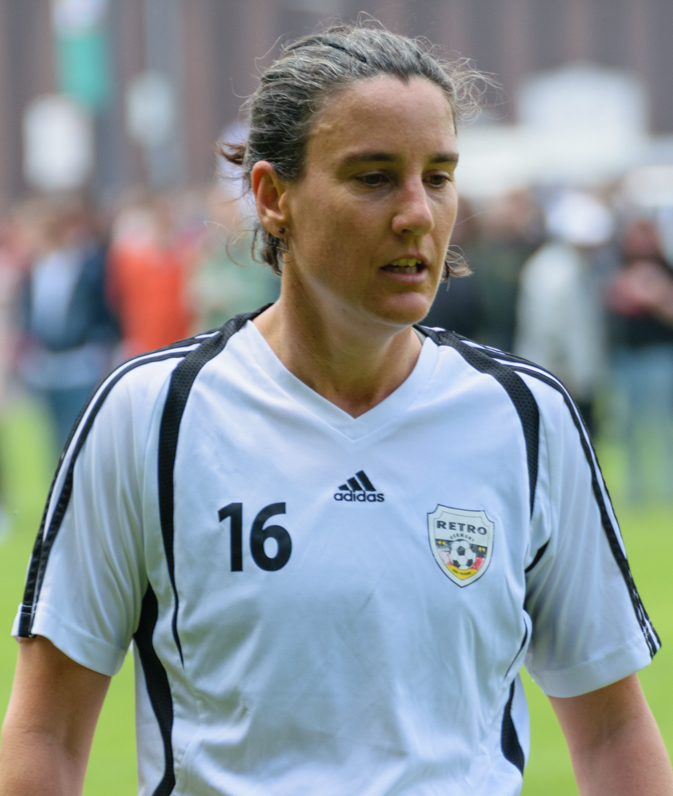
Birgit Prinz: Spielerin mit den meisten Endrundeneinsätzen und -toren

### Die meisten EM-Endrunden-Einsätze

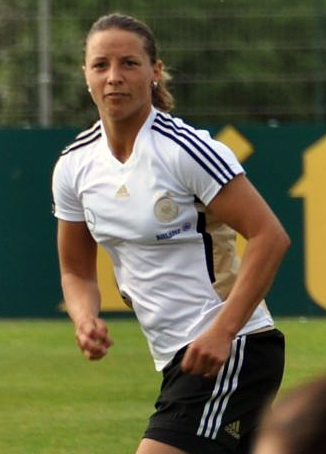
Inka Grings: Spielerin mit den meisten Endrundentoren

| Rang | Spielerin                 | Spiele | Turniere (Spiele)                                          |
| ---- | ------------------------- | ------ | ---------------------------------------------------------- |
| 1    | Birgit Prinz              | 23     | 1995 (3), 1997 (5), 2001 (5), 2005 (4), 2009 (6)           |
| 2    | Kosovare Asllani          | 22     | 2009 (4), 2013 (5), 2017 (4), 2022 (5), 2025 (4)           |
| 3    | Solveig Gulbrandsen       | 20     | 2001 (4), 2005 (5), 2009 (5), 2013 (6)                     |
|      | Maren Mjelde              | 19     | 2009 (5), 2013 (6), 2017 (3), 2022 (3), 2025 (3)           |
|      | Nadia Nadim               |        | 2009 (3), 2013 (5), 2017 (6), 2022 (3), 2025 (3)           |
| 6    | Patrizia Panico           |        | 1997 (5), 2001 (3), 2005 (3), 2009 (4), 2013 (4)           |
|      | Caroline Seger            |        | 2005 (3), 2009 (4), 2013 (5), 2017 (4), 2022 (3)           |
|      | Katrine Veje              |        | 2009 (3), 2013 (4), 2017 (6), 2022 (3), 2025 (3)           |
| 9    | Katrine Pedersen          | 18     | 1997 (3), 2001 (4), 2005 (3), 2009 (3), 2013 (5)           |
| 10   | Ariane Hingst             | 17     | 1997 (3), 2001 (5), 2005 (5), 2009 (4)                     |
|      | Anja Mittag               |        | 2005 (5), 2009 (2), 2013 (6), 2017 (4)                     |
|      | Victoria Sandell Svensson |        | 1997 (4), 2001 (5), 2005 (4), 2009 (4)                     |
|      | Sandrine Soubeyrand       |        | 1997 (3), 2001 (3), 2005 (3), 2009 (4), 2013 (4)           |
|      | Doris Fitschen            |        | 1989 (2), 1991 (2), 1993 (2), 1995 (1), 1997 (5), 2001 (5) |
|      | Pernille Harder           |        | 2013 (5), 2017 (6), 2022 (3), 2025 (3)                     |
|      | Hedvig Lindahl            |        | 2005 (4), 2009 (4), 2013 (0), 2017 (4), 2022 (5)           |
|      | Irene Paredes             |        | 2013 (4), 2017 (4), 2022 (4), 2025 (5)                     |
|      | Bettina Wiegmann          |        | 1991 (2), 1993 (2), 1995 (3), 1997 (5), 2001 (5)           |
| 19   | Lucy Bronze               | 16     | 2017 (4), 2022 (6), 2025 (6)                               |
|      | Steffi Jones              |        | 1993 (1), 1997 (5), 2001 (5), 2005 (5)                     |
|      | Silke Rottenberg          |        | 1993 (1), 1997 (5), 2001 (5), 2005 (5)                     |
|      | Lotta Schelin             |        | 2005 (3), 2009 (4), 2013 (5), 2017 (4)                     |
|      | Ingvild Stensland         |        | 2005 (5), 2009 (5), 2013 (6)                               |
|      | Daniëlle van de Donk      |        | 2013 (3), 2017 (6), 2022 (4), 2025 (3)                     |
|      | Sherida Spitse            |        | 2013 (3), 2017 (6), 2022 (4), 2025 (3)                     |
| 24   | Karen Carney              | 15     | 2005 (3), 2009 (6), 2013 (3), 2017 (3)                     |
|      | Sara Däbritz              |        | 2013 (2), 2017 (4), 2022 (6), 2025 (3)                     |

### Die meisten EM-Endrunden-Tore
| Rang | Spielerin           | Tore | Turniere (Tore)                                  |
| ---- | ------------------- | ---- | ------------------------------------------------ |
| 1    | Inka Grings         | 10   | 2005 (4), 2009 (6)                               |
|      | Birgit Prinz        | 10   | 1995 (2), 1997 (2), 2001 (1), 2005 (3), 2009 (2) |
| 3    | Carolina Morace     | 8    | 1984 (2), 1987 (1), 1993 (1), 1997 (4)           |
|      | Heidi Mohr          | 8    | 1989 (1), 1991 (4), 1993 (1), 1995 (2)           |
|      | Lotta Schelin       | 8    | 2009 (1), 2013 (5), 2017 (2)                     |
| 6    | Beth Mead           | 7    | 2022 (6), 2025 (1)                               |
| 7    | Stina Blackstenius  | 6    | 2017 (2), 2022 (1), 2025 (3)                     |
|      | Hanna Ljungberg     | 6    | 1997 (1), 2001 (2), 2005 (3)                     |
|      | Alexandra Popp      | 6    | 2022 (6)                                         |
|      | Alessia Russo       | 6    | 2022 (4), 2025 (2)                               |
| 11   | Kosovare Asllani    | 5    | 2009 (1), 2013 (1), 2022 (1), 2025 (2)           |
|      | Melania Gabbiadini  | 5    | 2005 (2), 2009 (1), 2013 (2)                     |
|      | Onema Grace Geyoro  | 5    | 2017 (0), 2022 (3), 2025 (2)                     |
|      | Esther González     | 5    | 2022 (1), 2025 (4)                               |
|      | Solveig Gulbrandsen | 5    | 2005 (3), 2013 (2)                               |
|      | Maren Meinert       | 5    | 1993 (1), 1995 (1), 1997 (1), 2001 (2)           |
|      | Vivianne Miedema    | 5    | 2017 (4), 2025 (1)                               |
|      | Patrizia Panico     | 5    | 1997 (1), 2001 (2), 2009 (2)                     |
|      | Pia Sundhage        | 5    | 1984 (4), 1989 (1)                               |
|      | Jodie Taylor        | 5    | 2017 (5)                                         |
|      | Lena Videkull       | 5    | 1987 (1), 1989 (1), 1995 (3)                     |
|      | Bettina Wiegmann    | 5    | 1995 (2), 1997 (1), 2001 (2)                     |

## Schiedsrichter
Die Spiele der ersten Ausgaben der EM wurden ausschließlich von Männern geleitet. Die erste Spielleitung durch eine Frau erfolgte erst 1997 durch Gitte Nielsen im Eröffnungsspiel. Seitdem pfeifen ausschließlich Frauen die EM-Spiele. Seit 2022 kommt auch der Video-Beweis während der Endrunde zum Einsatz, hier werden sowohl männliche als auch weibliche Schiedsrichter eingesetzt.
Insgesamt leiteten über die Jahre 75 Schiedsrichter aus 33 Ländern EM-Endrundenspiele. Darunter sind auch drei nicht-europäische Schiedsrichterinnen: Kari Seitz (USA, 2005), Emikar Calderas Barrera (Venezuela, 2022) und Edina Alves Batista (Brasilien, 2025). Die meisten Spiele leiteten Schiedsrichter aus der Schweiz (18 Spiele/3 Schiedsrichterinnen) gefolgt von Deutschland (17/5) und Finnland (16/6). Die Schweiz und Finnland stellten auch die meisten Finalschiedsrichter, nämlich jeweils zwei.
EM-Rekordschiedsrichterin ist die Ukrainerin Kateryna Monsul sowohl im Hinblick auf die geleiteten Spiele (13), als auch die Endrundenteilnahmen insgesamt (4). Gemeinsam mit Stéphanie Frappart aus Frankreich und Nicole Petignat aus der Schweiz ist sie auch eine von drei Schiedsrichterinnen, die sowohl ein EM- als auch ein WM-Finale der Frauen leiteten.
| Rang | Schiedsrichterin   | Spielleitungen | Turniere (Spiel.)                      |
| ---- | ------------------ | -------------- | -------------------------------------- |
| 1    | Kateryna Monsul    | 13             | 2009 (2), 2013 (3), 2017 (4), 2022 (4) |
| 2    | Stéphanie Frappart | 11             | 2017 (4), 2022 (3), 2025 (4)           |
| 3    | Esther Staubli     | 10             | 2013 (3), 2017 (4), 2022 (3)           |
| 4    | Bibiana Steinhaus  | 9              | 2009 (3), 2013 (3), 2017 (3)           |
|      | Katalin Kulcsár    | 9              | 2013 (3), 2017 (4), 2025 (2)           |
| 6    | Dagmar Damková     | 7              | 2005 (3), 2009 (4)                     |
|      | Kirsi Heikkinen    | 7              | 2009 (4), 2013 (3)                     |

Alle Angaben Stand 27. Juli 2025

## Varia
| Turnier               | Orte                          | Stadien                       | Meldungen (1) | Teams | Spiele | Tore | ø    | Zuschauer | Zuschauer ø | Gelbe Karten | ø    | Gelb-Rote Karten | ø    | Platzverweise/Rote Karten | ø    |
| --------------------- | ----------------------------- | ----------------------------- | ------------- | ----- | ------ | ---- | ---- | --------- | ----------- | ------------ | ---- | ---------------- | ---- | ------------------------- | ---- |
| 1984                  | Keine Endrunde in einem Land. | Keine Endrunde in einem Land. | 16            | 4     | 6      | 14   | 2,33 | 20.830    | 3.472       | ?            | ?    | /                | /    | ?                         | ?    |
| 1987                  | 3                             | 3                             | 16            | 4     | 4      | 13   | 3,25 | 14.428    | 3.607       | 1            | 0,25 | /                | /    | 0                         | 0,00 |
| 1989                  | 3                             | 3                             | 17            | 4     | 4      | 13   | 3,25 | 35.500    | 8.875       | ?            | ?    | /                | /    | ?                         | ?    |
| 1991                  | 3                             | 3                             | 18            | 4     | 4      | 10   | 2,50 | 16.950    | 4.238       | 2            | 0,50 | 1                | 0,25 | 0                         | 0,00 |
| 1993                  | 4                             | 4                             | 23            | 4     | 4      | 8    | 2,00 | 11.500    | 2.875       | 8            | 2    | 0                |      | 1                         | 0,25 |
| 1995                  | Keine Endrunde in einem Land. | Keine Endrunde in einem Land. | 30            | 4     | 5      | 25   | 5,00 | 20.545    | 4.109       | ?            | ?    | ?                | ?    | ?                         | ?    |
| 1997 /                | 5                             | 5                             | 34            | 8     | 15     | 35   | 2,33 | 30.000    | 2.000       | ?            | ?    | ?                | ?    | ?                         | ?    |
| 2001                  | 5                             | 5                             | 33            | 8     | 15     | 39   | 2,60 | 92.703    | 6.180       | 26           | 1,73 | 0                | 0,00 | 2                         | 0,13 |
| 2005                  | 5                             | 5                             | 35            | 8     | 15     | 50   | 3,33 | 117.384   | 7.826       | 31           | 2,07 | 0                | 0,00 | 0                         | 0,00 |
| 2009                  | 4                             | 5                             | 46            | 12    | 25     | 75   | 3,00 | 129.905   | 5.196       | 34           | 1,36 | 0                | 0,00 | 1                         | 0,04 |
| 2013                  | 7                             | 7                             | 45            | 12    | 25     | 56   | 2,24 | 216.888   | 8.676       | 47           | 1,88 | 0                | 0,00 | 0                         | 0,00 |
| 2017                  | 7                             | 7                             | 47            | 16    | 31     | 68   | 2,19 | 243.401   | 7.852       | 89           | 2,87 | 1                | 0,03 | 2                         | 0,06 |
| 2022                  | 9                             | 10                            | 48            | 16    | 31     | 95   | 3,06 | 574.865   | 18.544      | 67           | 2,16 | 2                | 0,06 | 0                         | 0,00 |
| 2025                  | 8                             | 8                             | 51            | 16    | 31     | 104  | 3,35 | 657.291   | 21.203      | 78           | 2,52 | 3                | 0,1  | 3                         | 0,1  |
| Jeweilige Rekordmarke |                               |                               |               |       |        |      |      |           |             |              |      |                  |      |                           |      |